# Années 1610
Les années 1610 couvrent la période de 1610 à 1619.

## Événements
- 1610 : 
  - assassinat du roi de France  Henri IV par Ravaillac[1]. Début du règne de Louis XIII sous la régence de Marie de Médicis[2].
  - première guerre anglo-powhatans[3].
- Vers 1610 : les Yorubas déplacent leur capitale d’Ife à Oyo. L'expansion de l'Empire d'Oyo atteint son apogée vers 1750[4].
- 1610-1617 : guerre d'Ingrie entre la Suède et la Russie ; la Suède obtient l'Estonie, l'Ingrie et la Carélie par la paix de Stolbovo[5].
- 1611-1613 : guerre de Kalmar[6]. Christian IV de Danemark profite de l’engagement suédois en Russie (1609-1612) pour attaquer Kalmar, Elfsborg (pris en 1611) et la nouvelle fondation de Göteborg.
- 1612-1615 : France équinoxiale[7].
- 1612-1617 : les Hollandais établissent des postes de commerce permanents à Fort Nassau en Côte de l'Or (1612)[8] et à Gorée au Sénégal (1617)[9].
- 1613 : le roi Taungû Anaukpeitlun (1605-1628) chasse les Portugais et réunifie la Birmanie[10]
- 1613-1702 : dynastie des Mouradites à Tunis[11].
- 1614-1615 : siège d'Osaka menés par Tokugawa Ieyasu qui achève la réunification du Japon[12].
- 1614 : 
  - le traité de Xanten met fin à la guerre de Succession de Juliers (1609-1614)[13].
  - fondation de la Nouvelle-Néerlande par les Hollandais[14].
- 1615–1618 : reprise de la guerre turco–séfévide[15].
- 1615-1617 : guerre de Venise contre l'Autriche causé par les raids des pirates Uscoques[16].
- 1615 : 
  - le café est introduit à Venise en Italie[17].
  - première référence au commerce du thé en Angleterre par un négociant dans une lettre à son agent de Macao[18].
- 1617-1619 : les armées du roi Susneyos d'Éthiopie envahissent le sultanat de Sennar jusqu'à Fazughli à l'ouest, Dabarki sur la route de Sennar et al-Taka dans la région de Kassala au nord-est. Le Sennar devient vassal de l’Empire éthiopien[19].
- 1617 : la première cargaison de tabac de Virginie est exportée vers l'Angleterre où son usage se répand[20].
- 1618 : 
  - les Jürchen du Jehol en Mongolie orientale, unifiés par Nurhachi entre 1593 et 1619, entrent en conflit avec la dynastie Ming et commencent la conquête de la Mandchourie[21].
  - deuxième défenestration de Prague. Bataille de Pilsen. Début de la guerre de Trente Ans[2].
- 1618-1619 : victoire des gomaristes dans leur différend avec les arminiens ou remontrants au synode de Dordrecht aux Provinces-Unies. Cette crise religieuse est doublée d'une crise politique opposant le Grand Avocat des États de Hollande Johan van Oldenbarnevelt à Maurice de Nassau. Le dénouement en 1619 se solde par un coup d'État de la part du stathouder qui fait exécuter Oldenbarnevelt. L'Église réformée néerlandaise consomme sa scission : l'arminianisme est considéré dès lors comme une secte à part entière[22].

## Personnalités significatives
- Albert d'Autriche
- Pieter Both
- Miguel de Cervantes
- Samuel de Champlain
- Ferdinand II du Saint-Empire
- Gabriel Bethlen
- Hugo Grotius
- Matthias Ier du Saint-Empire
- Maurice de Nassau
- Michel Ier de Russie
- Mourad Bey
- Nurhachi
- Johan van Oldenbarnevelt
- Osman II
- Axel Oxenstierna
- Pocahontas
- William Shakespeare
- Willem Schouten